# Траверза дел Грило (Рим)
Траверза дел Грило је насеље у Италији у округу Рим, региону Лацио.
Према процени из 2011. у насељу је живело 67 становника. Насеље се налази на надморској висини од 24 м.